# Canton de Villejuif-Ouest
Le canton de Villejuif-Ouest est une ancienne division administrative française située dans le département du Val-de-Marne et la région Île-de-France.
Il est supprimé en 2015 et son territoire constitue une partie du nouveau canton de Villejuif.

## Histoire
Le décret du 24 décembre 1984 crée les cantons Villejuif-Est et de Villejuif-Ouest, par restructuration des cantons de Villejuif (supprimé à cette occasion), du Kremlin-Bicêtre et de L'Haÿ-les-Roses.
Un nouveau découpage territorial du Val-de-Marne entre en vigueur à l'occasion des premières élections départementales suivant le décret du 17 février 2014. Les conseillers départementaux sont, à compter de ces élections, élus au scrutin majoritaire binominal mixte. Les électeurs de chaque canton élisent au Conseil départemental, nouvelle appellation du Conseil général, deux membres de sexe différent, qui se présentent en binôme de candidats. Les conseillers départementaux sont élus pour 6 ans au scrutin binominal majoritaire à deux tours, l'accès au second tour nécessitant 12,5 % des inscrits au 1er tour. En outre la totalité des conseillers départementaux est renouvelée. Ce nouveau mode de scrutin nécessite un redécoupage des cantons dont le nombre est divisé par deux avec arrondi à l'unité impaire supérieure si ce nombre n'est pas entier impair, assorti de conditions de seuils minimaux. Dans le Val-de-Marne, le nombre de cantons passe ainsi de 49 à 25.
Le nouveau canton de Villejuif supprime les cantons Villejuif-Est et de Villejuif-Ouest, et est formé de la seule commune de Villejuif. Il est entièrement inclus dans l'arrondissement de L'Haÿ-les-Roses. Le bureau centralisateur est situé à Villejuif.

## Administration
| Période | Période | Identité            | Étiquette | Qualité                                                                                                 |
| ------- | ------- | ------------------- | --------- | --- |
| 1985    | 1998    | Pierre-Yves Cosnier | PCF       | Instituteur Maire de Villejuif (1977-1999) Ancien conseiller général du Canton de Villejuif (1979-1985) |
| 1998    | 2015    | Laurent Garnier     | PCF       | Ancien Conseiller municipal de Villejuif Vice-Président du Conseil Général                              |

## Composition
Le canton de Villejuif-Ouest était défini, selon la toponymie du décret de 1984, comme la portion du territoire de la commune de Villejuif située à l'ouest « d'une ligne définie par l'axe des voies ci-après : boulevard Chastenet (à partir de la limite de la commune du Kremlin-Bicêtre), rue François-Billoux, rue Ambroise-Croizat, rue Danton, rue Reulos, rue de la Chapelle, rue Delescluze, par une ligne imaginaire tracée dans le prolongement de la rue Delescluze jusqu'à l'avenue de Paris, par l'axe des voies ci-après : avenue de Paris, boulevard Maxime-Gorki, avenue de Vitry, avenue de la République, rue de Chevilly, rue Léon-Moussinac, rue Youri-Gagarine, rue Saint-Exupéry, rue Auguste-Delaune, impasse des Lozaits (jusqu'au parc municipal des Lilas), par la limite ouest du parc municipal des Lilas (jusqu'à la rue du Docteur-Antomarchi) et par l'axe des voies ci-après : rue du Docteur-Antomarchi, allée des Feuillantines et avenue de Stalingrad (jusqu'à la limite de la commune de L'Hay-les-Roses) ».
Le surplus de la commune se trouvait inclus dans le canton de Villejuif-Est.
| Communes                   | Population (2012) | Code postal | Code Insee |
| -------------------------- | ----------------- | ----------- | ---------- |
| Villejuif, commune entière | 47 384            | 94 800      | 94 076     |

## Démographie
| 1962 | 1968 | 1975 | 1982 | 1990   | 1999   | 2009 |
| ---- | ---- | ---- | ---- | ------ | ------ | ---- |
| -    | -    | -    | -    | 25 861 | 26 542 | -    |